# Alex Gard
Alex Gard (1900 – 1 de junho de 1948), nascido Alexis Kremkoff em Kazan, Rússia, foi um cartunista.   Ele contribuia semanalmente desenhando para o jornal The New York Herald Tribune, e foi pago pelo restaurante Sardi's para criar caricaturas de celebridades da  Broadway e outros artistas da cidade de Nova York.

## Biografia
O dono do restaurante, Vincent Sardi, e Gard elaboraram um contrato em que Gard faria as caricaturas em troca de uma refeição por dia no restaurante. Gard desenhou caricaturas em troca de refeições, até sua morte. Form criadas mais de 700 desenhos. Hoje, as caricaturas estão na coleção de  teatro de Billy Rose da New York Public Library.
Durante a Primeira Guerra Mundial, Gard trabalhou em um contratorpedeiro russo. Após a Revolução Bolchevique, ele deixou a Rússia para a França e desenhou cartoons para o jornal Le Matin, em Paris. Ele veio para a América em 1924.
Gard criou vários livros de caricatura: Ballet Laughs (Nova York: The Greystone Press, 1941); Sailors in Boots (Nova York: C. Scribner's sons, 1943); Getting Salty (Nova York: Charles Scribner's Sons, 1944); Sick Bay (Nova York: C. Scribner's, 1945); More Ballet Laughs (Nova York: C. Scribner's Sons, 1946) and Stars Off Gard (Nova York: C. Scribner's Sons, 1947).
Gard, que viveu na East 72nd Street em Nova York, sofreu um colapso na rua e morreu a caminho do hospital em 1948.